# 400 (numero)
Quattrocento (400) è il numero naturale dopo il 399 e prima del 401.

## Proprietà matematiche
- È un numero pari.
- È un numero composto da 15 divisori: 1, 2, 4, 5, 8, 10, 16, 20, 25, 40, 50, 80, 100, 200, 400. Poiché la somma dei suoi divisori (escluso il numero stesso) è 561 > 400, è un numero abbondante.
- È un numero semiperfetto in quanto pari alla somma di alcuni (o tutti) i suoi divisori.
- È un numero colombiano nel sistema numerico decimale.
- È un numero di Harshad nel sistema decimale.
- È il quadrato di 20.
- Un angolo giro si divide in 400 gradi centesimali.
- È un numero palindromo nel sistema di numerazione posizionale a base 3 (112211), a base 7 (1111) e a base 9 (484). In base 7 è altresì un numero a cifra ripetuta e in base 9 è un numero ondulante.
- È un numero pratico.
- È un numero di Ulam.
- È parte delle terne pitagoriche (90, 400, 410), (112, 384, 400), (195, 400, 445), (240, 320, 400), (300, 400, 500), (400, 420, 580), (400, 561, 689), (400, 750, 850), (400, 960, 1040), (400, 1218, 1282), (400, 1575, 1625), (400, 1980, 2020), (400, 2484, 2516), (400, 3990, 4010), (400, 4992, 5008), (400, 7995, 8005), (400, 9996, 10004), (400, 19998, 20002), (400, 39999, 40001).
- È un numero potente.
- È un numero odioso.

## Rappresentazione
- Sistema di numerazione ionico: υ´
- Sistema di numerazione cinese: 四百
- Sistema di numerazione egizio: | V1 | V1 | V1 | V1 |
- Sistema di numerazione greco: ΗΗΗΗ
- Sistema di numerazione armeno: Ն
- Sistema di numerazione cirillico: Оу

## Astronomia
- 400P/PANSTARRS è una cometa periodica del sistema solare.

- 400 Ducrosa è un asteroide della fascia principale del sistema solare.
- NGC 400 è una stella nella costellazione dei Pesci.

## Astronautica
- Cosmos 400 è un satellite artificiale russo.